# Xã Jackson, Quận Newton, Indiana
Xã Jackson (tiếng Anh: Jackson Township) là một xã thuộc quận Newton, tiểu bang Indiana, Hoa Kỳ. Năm 2010, dân số của xã này là 382 người.